# 697 до н. е.

## Події
- За японською традицією легендарний Імператор Дзімму став принцом і одружився.
- За однією з версій в Юдеї закінчилося одноосібне правління царя Єзекії.

### Астрономічні явища
- 6 червня. Повне сонячне затемнення.[1]
- 29 листопада. Кільцеподібне сонячне затемнення.[1]

## Померли
- Хуань-ван, володар Східної Чжоу.